# Filialkirche Knasweg
Koordinaten: 46° 40′ 47,7″ N, 14° 8′ 45,2″ O
Die römisch-katholische Filialkirche Knasweg steht am Südabfall des Radweger Hügels, südlich der Turracher Straße (B 95) in der Ortschaft Knasweg der Gemeinde Moosburg im Bezirk Klagenfurt-Land in Kärnten. Sie ist den Heiligen Andreas und Nikolaus geweiht. Sie gehört als Filialkirche der Pfarre Radweg zum Dekanat Feldkirchen in der Diözese Gurk. Das Bauwerk steht unter Denkmalschutz.

## Geschichte
Die kleine gotische, im Kern romanische Kirche aus dem 14. Jahrhundert wurde im Frühbarock und nach einem Brand 1911 umgebaut und umgestaltet.

## Bauwerk

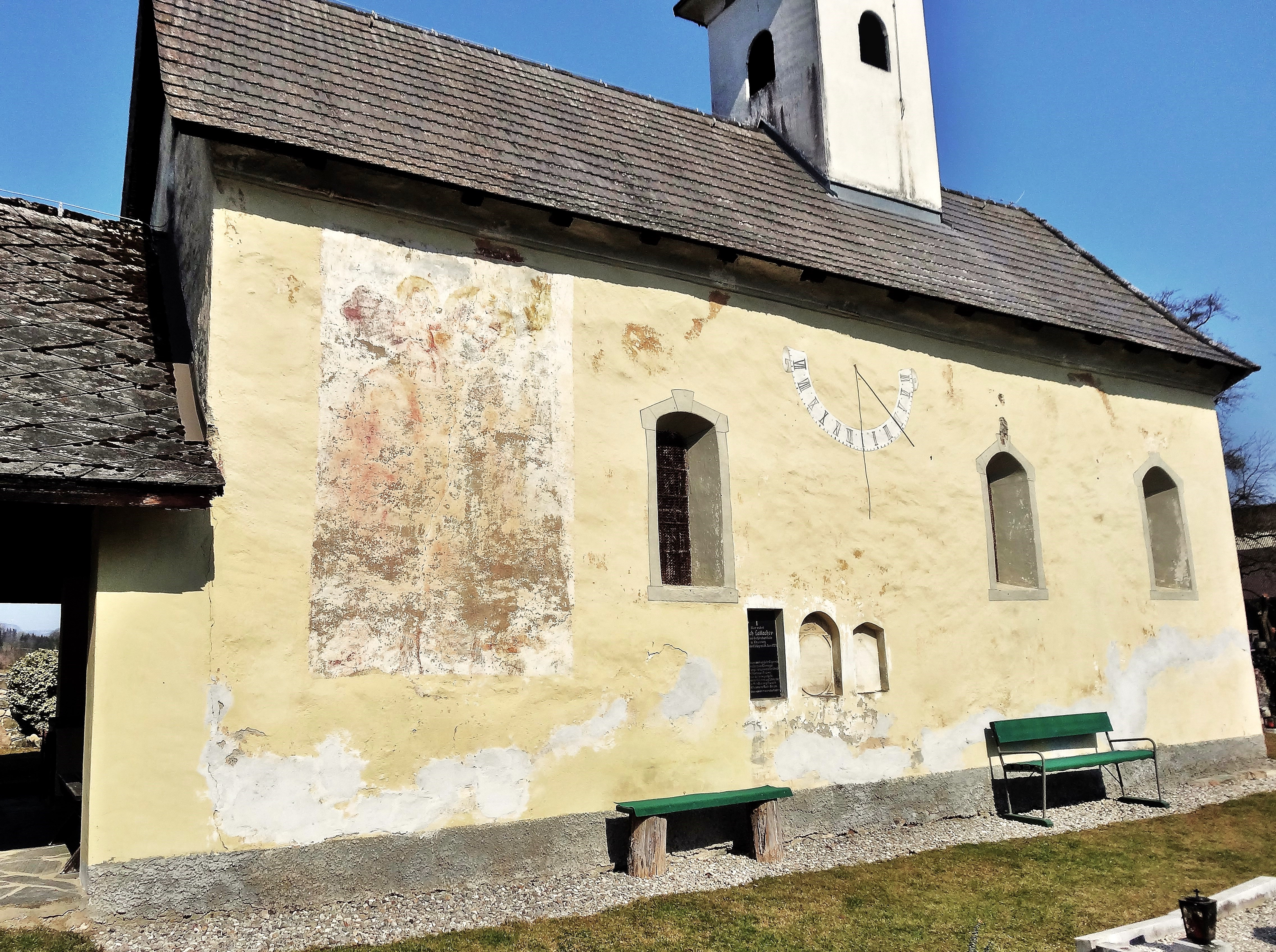
Die Südfassade

An der Südfassade des Langhauses sind eine Sonnenuhr und Reste eines Christophorus-Freskos (16. Jahrhundert) zu erkennen. Auch an der Nordfassade lassen Farbreste auf eine frühere Bemalung schließen. Die an der Nordseite angebaute Sakristei ist im Innern kreuzgratgewölbt. Im östlichen, schindelgedeckten Dachreiter hängen zwei Glocken, die ältere von 1448. Die Spitze besteht aus einer Turmkugel mit schmiedeeisernem Lilienkreuz. Das Langhaus ist mit Steinplattln gedeckt.
In der auf quadratischen Pfeilern stehenden Vorlaube ist links vom rundbogigen Portal ein Opfertisch. Links unten in der Laibung des Einganges ist ein Bruchstück eines kannelierten, römerzeitlichen Marmorpfeilers eingemauert.

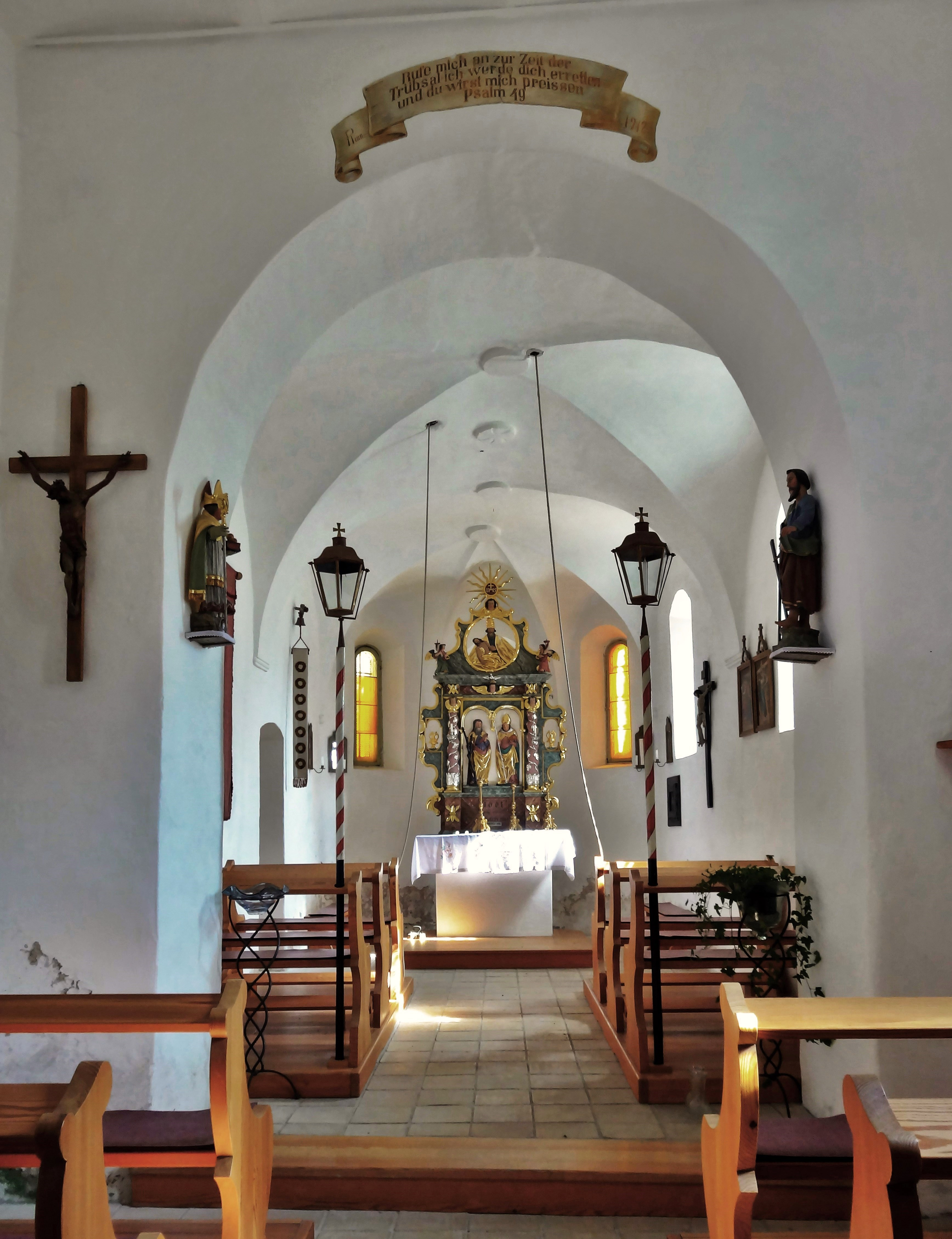
Blick vom Langhaus in den Chor

Das Langhaus mit westlicher, hölzerner Empore ist flachgedeckt und öffnet sich zum Chor mit einem rundbogigen Triumphbogen. Der langgestreckte, einjochige Chor mit Kreuzgratwölbung hat im Osten einen 3/8-Schluss.

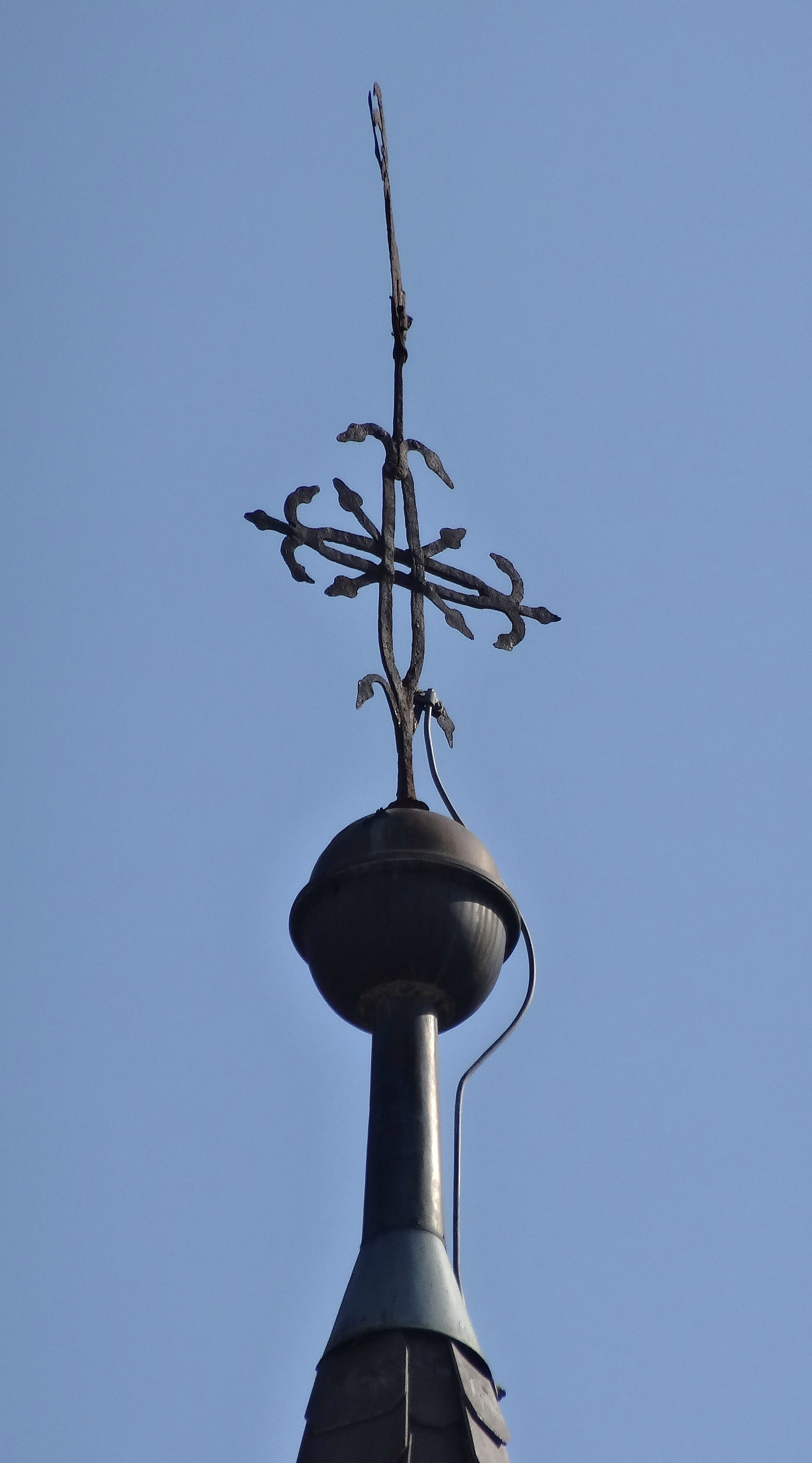
Die Spitze des Dachreiters
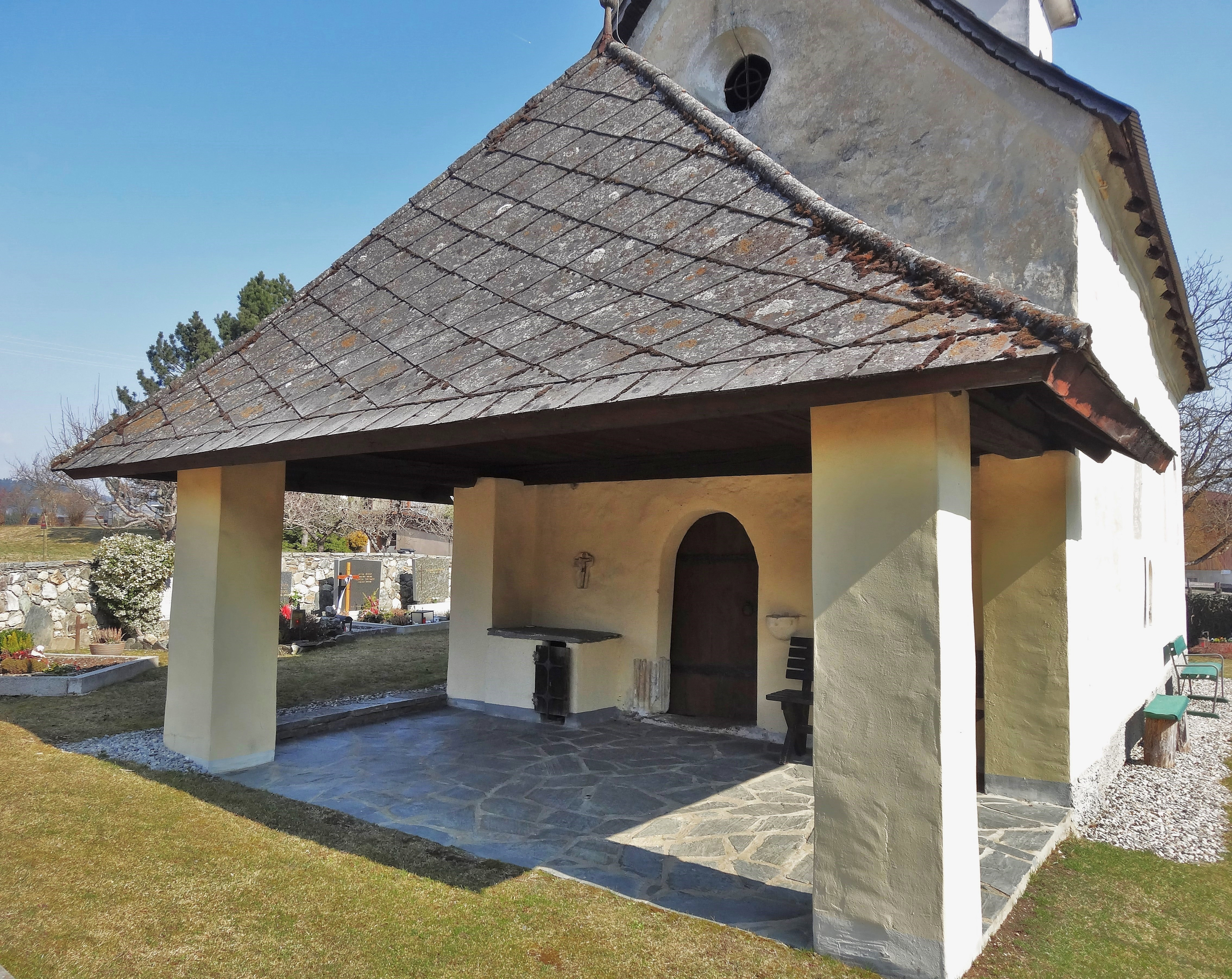
Das Portal und der Opfertisch unter der Vorlaube

## Einrichtung
Der barocke Hochaltar von 1661 zeigt im Schrein die Schnitzfiguren der Kirchenpatrone Andreas und Nikolaus. Im medaillonartigen Aufsatz ist ein Gnadenstuhl dargestellt. In der Südwand des Chores, nahe dem Altar ist eine mit einer Holztüre verschießbare Sakramentsnische.
In der Laibung des Triumphbogens sind Konsolfiguren, links des heiligen Nikolaus aus dem 17. Jahrhundert, rechts des heiligen Andreas aus dem 19. Jahrhundert angebracht.

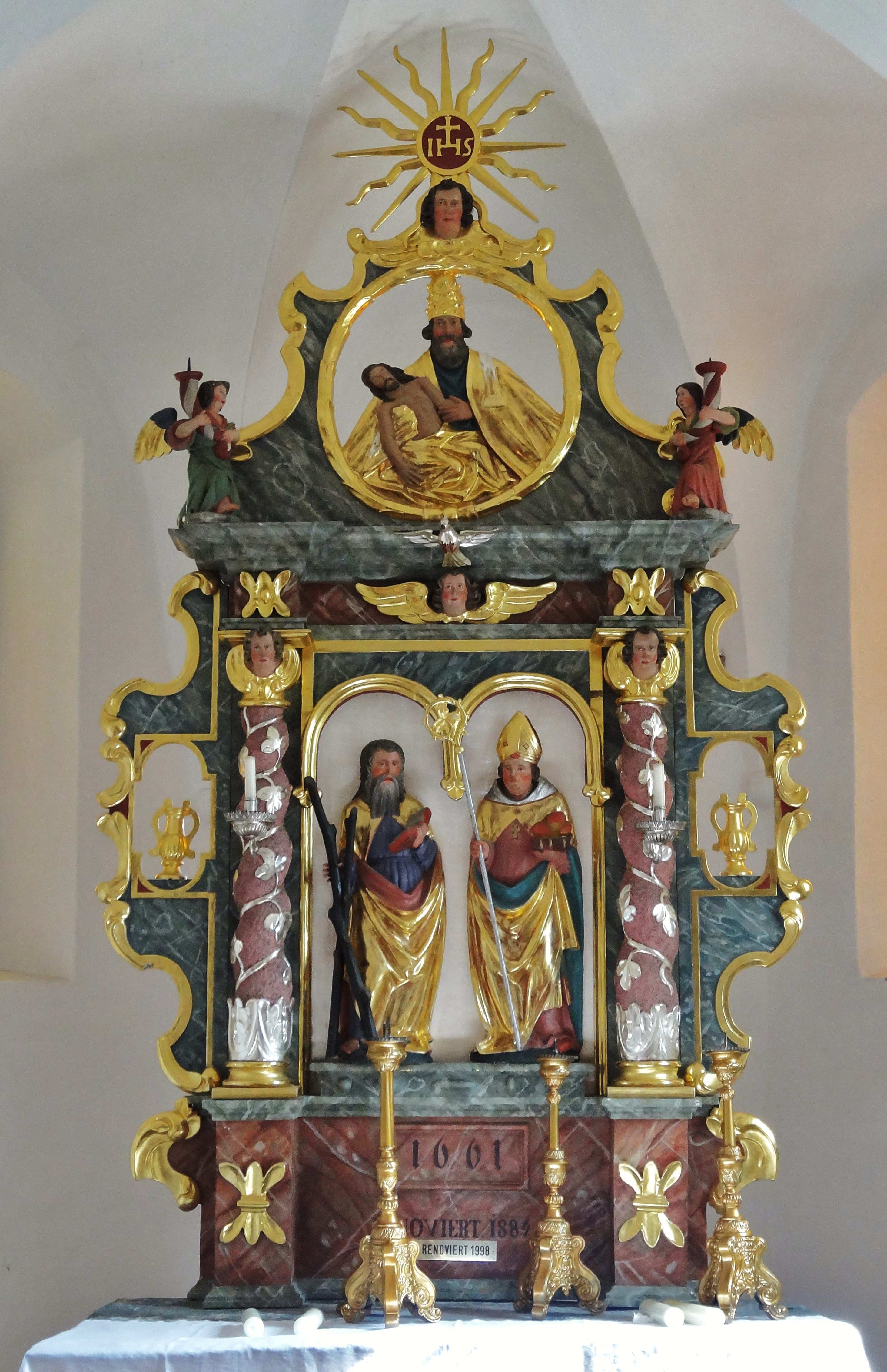
Der Hochaltar
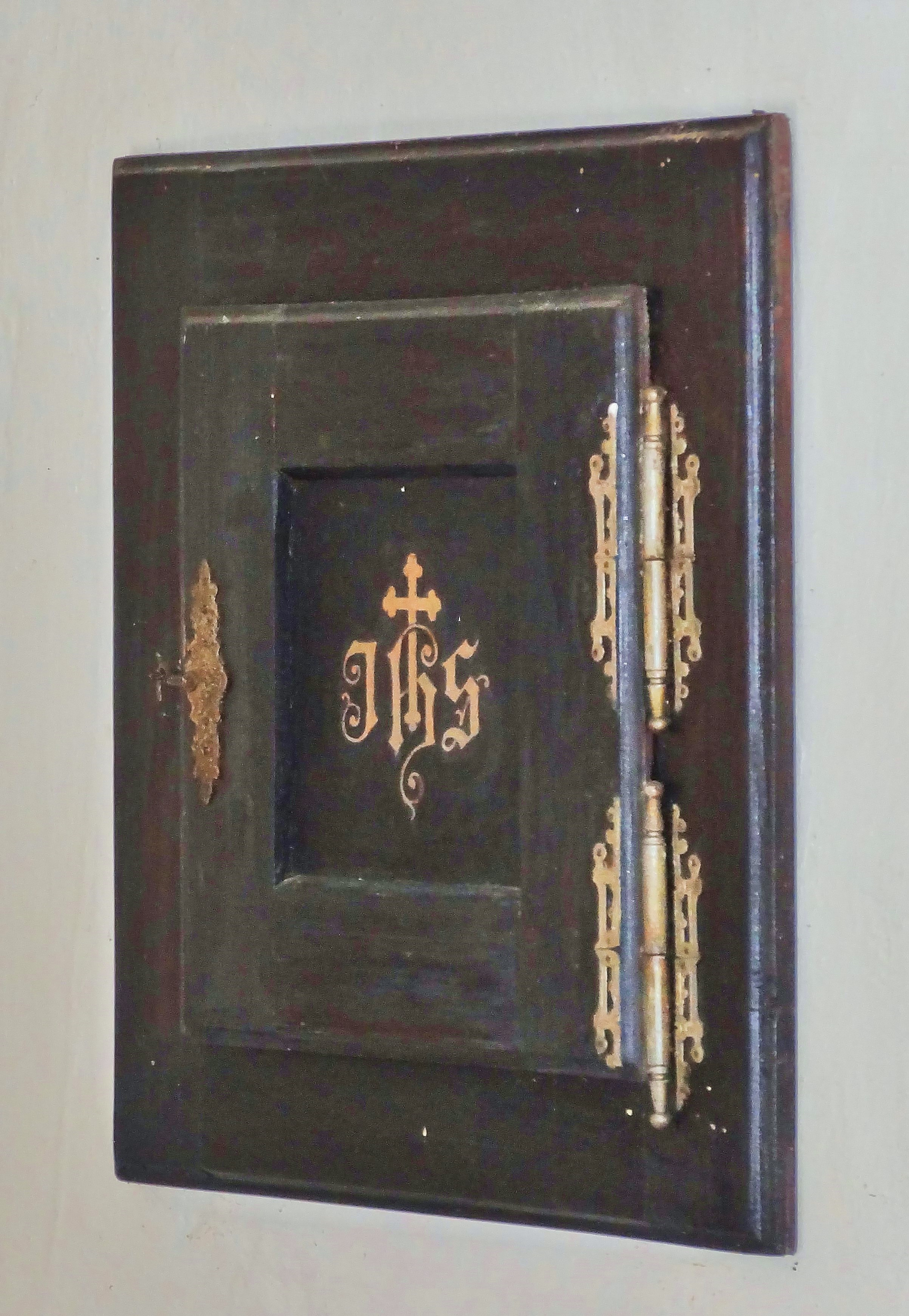
Mit Holztüre verschlossene Sakramentsnische
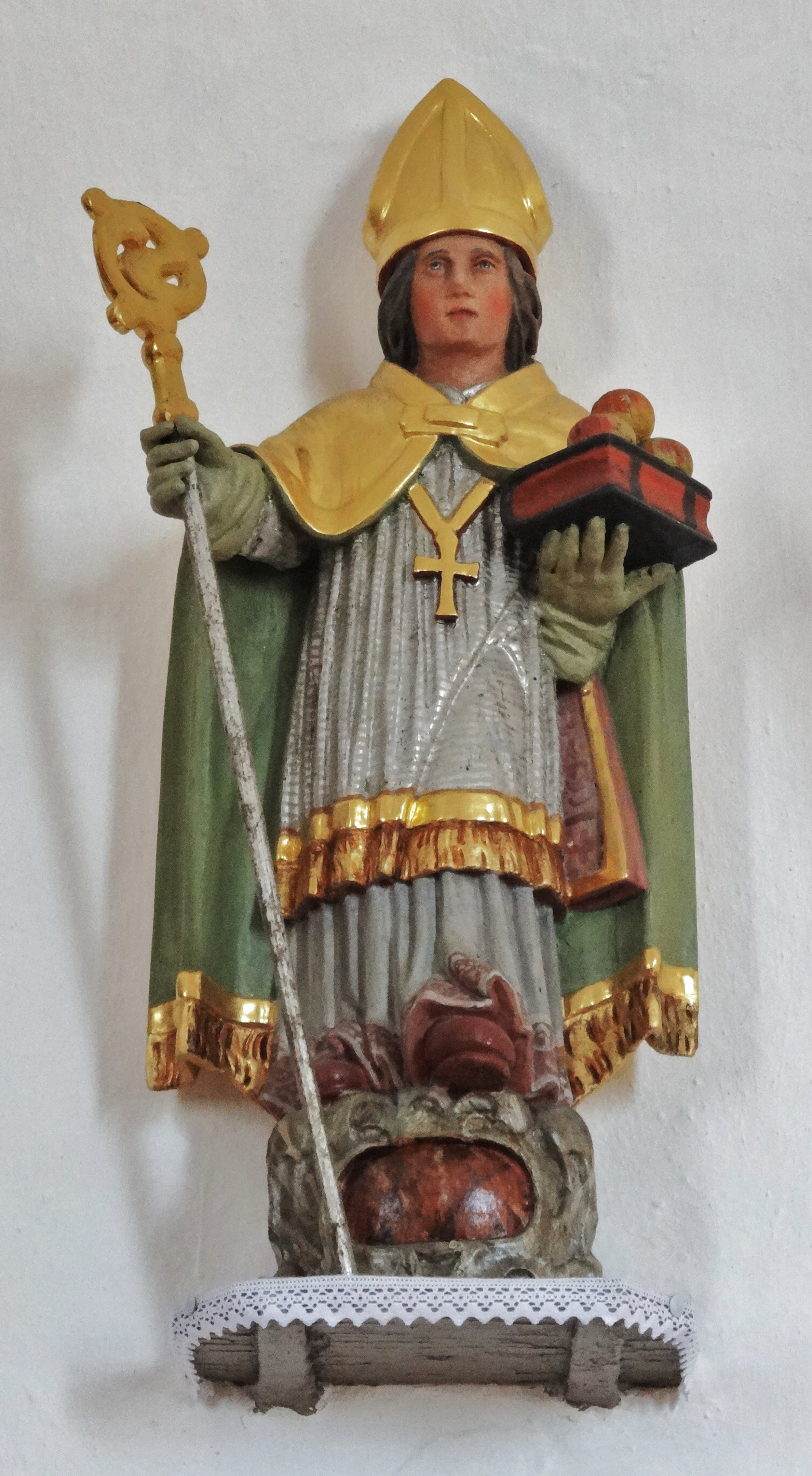
Konsolstatue des hl. Nikolaus
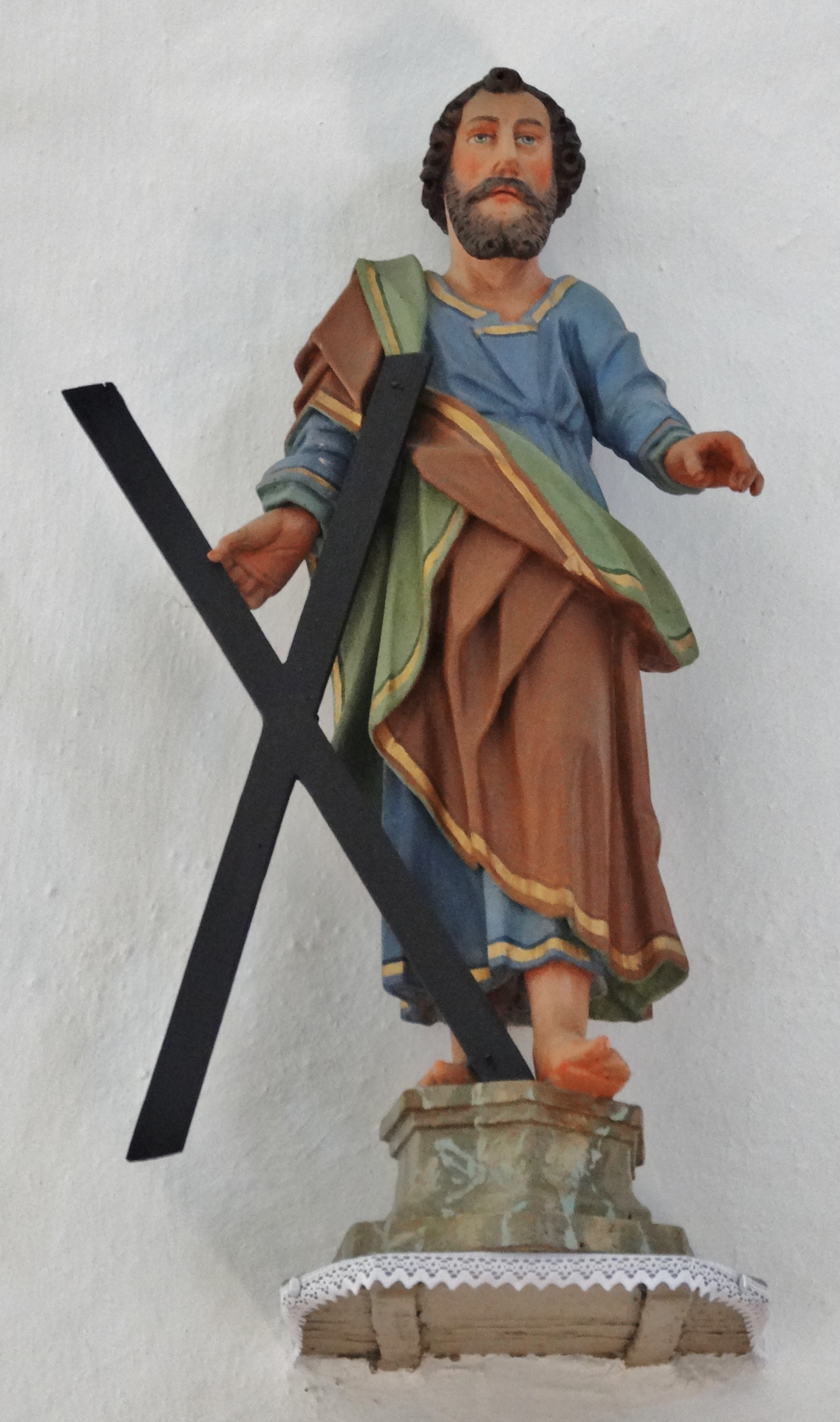
Konsolstatue des hl. Andreas